# 마르셀로 라미레스
마르셀로 라미레스(스페인어: Marcelo Ramírez)는 칠레의 전 축구 골키퍼였다. 1993, 1995, 1999 코파 아메리카에 참가한 바 있고, 1998 FIFA 월드컵에 참가한 바 있다.